# 426 Hippo

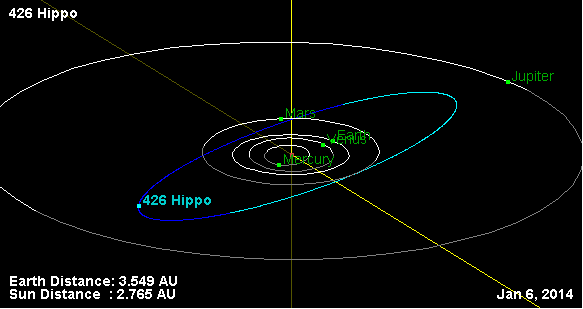
426 Hippo

426 Hippo eller 1897 DH är en stor asteroid i huvudbältet, som upptäcktes 25 augusti 1897 av den franske astronomen Auguste Charlois. Den är uppkallad efter Hippo Regius.
Asteroiden har en diameter på ungefär 138 kilometer.